# The Honeytrap
The Honeytrap is een Britse thriller uit 2002, geschreven en geregisseerd door Michael G. Gunther. De hoofdrol wordt vertolkt door Emily Lloyd, die de rol van Catherine speelt, een jonge vrouw die op het punt staat te trouwen met haar verloofde in Londen.

## Verhaal
Catherine, die net is teruggekeerd naar Londen, wil met Jonathan trouwen, die ze nog maar kort heeft ontmoet, maar ze vertrouwt hem niet echt. Ze trekt eerst bij hem in. Al snel maakt ze kennis met de ietwat mysterieuze Renée, die in het appartement ernaast woont. Ze wordt haar vriendin en vertrouweling. Het is Renée die Catherine vervolgens voorstelt een privédetective in te huren, vooral sinds de eerste dissonanten in Catherine's relatie met Jonathan verschijnen. Renée stelt haar voor aan privédetective Jeremy. Hij stelt voor dat Catherine haar toekomstige echtgenoot test met een zogenaamde "honingval" en de aantrekkelijke jonge Isobel inhuurt om Jonathan te testen. Catherine stemt met tegenzin in, maar wanneer uit de videobeelden blijkt dat Jonathan trouw is, schaamt ze zich meer dan en besluit ze Jeremy's diensten niet meer te gebruiken.
Catherine en Jonathan trouwen, hebben samen een fijne huwelijksreis en alles lijkt verder te gaan dan dat. Maar dan keren Catherines twijfels over Jonathan terug. Steeds weer zijn er anonieme telefoontjes en al snel ook 's nachts bezoekjes van Jeremy. De aanvankelijk gelukkige relatie van het pasgetrouwde stel dreigt in het tegenovergestelde te veranderen wanneer Catherine foto's ontvangt waarop haar man en een vreemde vrouw een intiem diner hebben. Catherine's twijfels lijken deze keer terecht. Catherine besluit op onderzoek uit te gaan en de waarheid over Jonathan te achterhalen.

## Rolverdeling
| Acteur           | Personage        |
| ---------------- | ---------------- |
| Emily Lloyd      | Catherine        |
| Valerie Edmond   | Renée            |
| Anthony Green    | Jonathan Berkoff |
| Stuart McQuarrie | Jeremy           |
| Natalie Walter   | Isobel           |
| Zoë Eeles        | Emily            |

## Productie
De opnames vonden plaats bij Blackfriars Bridge in Londen, het kantorencomplex Canary Wharf in de Londense wijk Tower Hamlets, in Islington en in Londen zelf. Verdere opnames zijn gemaakt in de Londense wijk Notting Hill, in of bij de OXO Tower, een gebouw met een reclametoren in Londen, in de Old Truman Brewery, in Brick Lane en in Shoreditch, een wijk van Hackney in het noordoosten van Londen.
De opnames vonden ook plaats in Piccadilly Circus, Primrose Hill, Regent's Park en Soho in Londen, evenals South Bank in Londen en Three Mills Studios op Three Mill Lane in Bow, Londen. Verdere opnames werden gemaakt op/in de torenhoge Tower 42 en Tower Bridge in Londen.
De originele filmmuziek werd gecomponeerd door Dominik Scherrer en uitgebracht op een soundtrackalbum in 2007.